# Per Westerberg

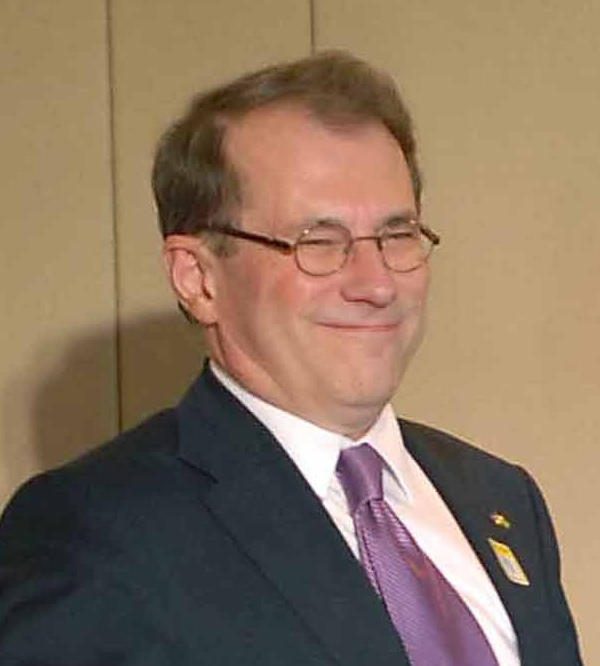
Per Westerberg (2008)

Per Erik Gunnar Westerberg (* 2. August 1951 in Nyköping) ist ein schwedischer Politiker der Moderata samlingspartiet und war von 2. Oktober 2006 bis 29. September 2014 Präsident des Schwedischen Reichstags.
Der Ökonom Westerberg ist seit 1979 Reichstagsabgeordneter. In der Regierung Bildt von 1991 bis 1994 war er Wirtschaftsminister. Von 2003 bis 2006 war er Vizepräsident des Reichstages und dessen Alterspräsident, bevor er in der Folge der Wahl 2006 mit 177 zu 169 Stimmen zum Präsidenten gewählt wurde. Gegenkandidat war der bis dahin amtierende Reichstagspräsident Björn von Sydow.